# Xã Abington, Quận Mercer, Illinois
Xã Abington (tiếng Anh: Abington Township) là một xã thuộc quận Mercer, tiểu bang Illinois, Hoa Kỳ. Năm 2010, dân số của xã này là 392 người.